# Église Saint-Pathus de Saint-Pathus
L'église Saint-Pathus est située à Saint-Pathus, en Seine-et-Marne.

## Description
L'édifice est inscrit aux monuments historiques depuis 2007.

## Galerie d'images

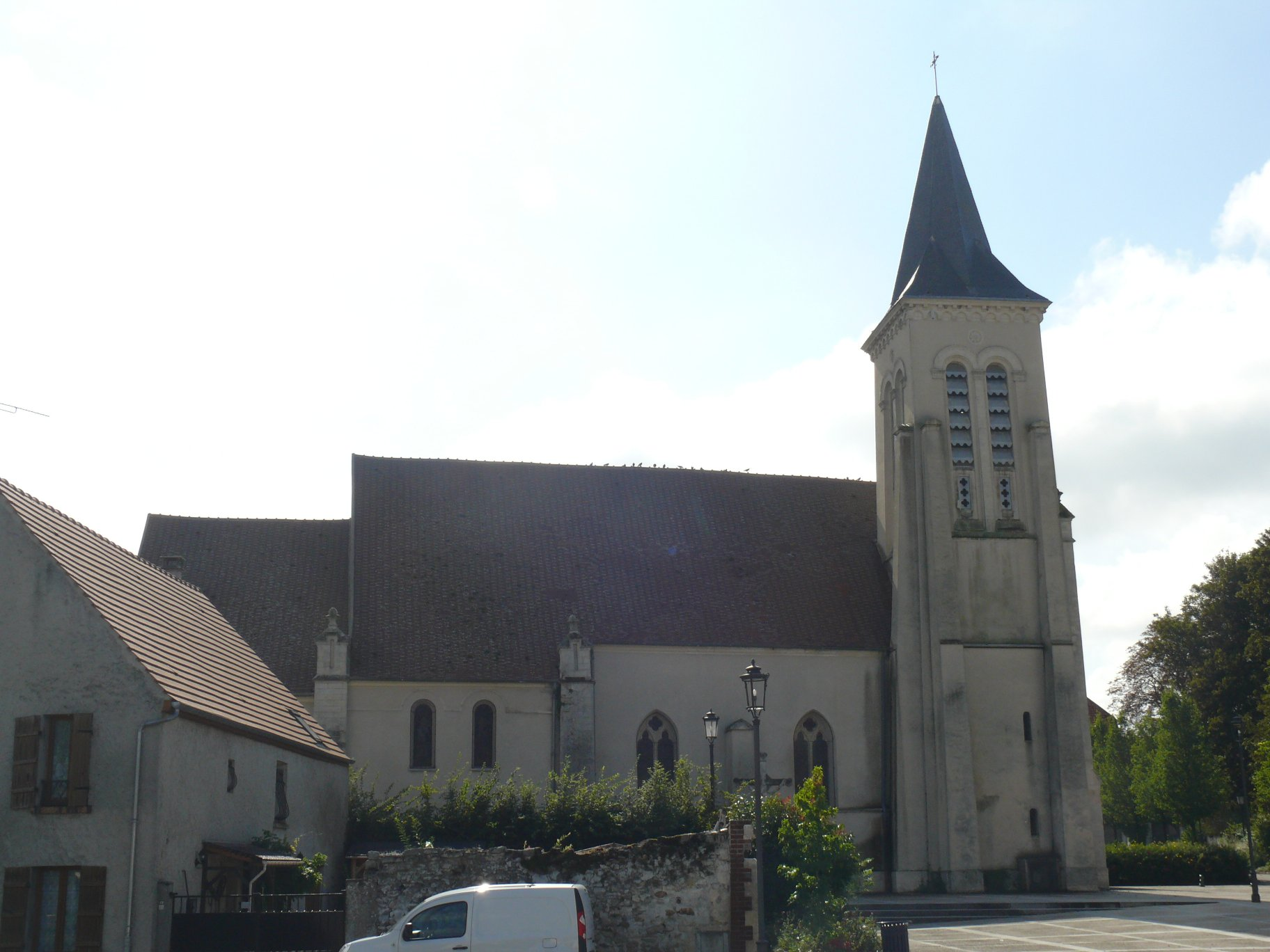
Autre vue
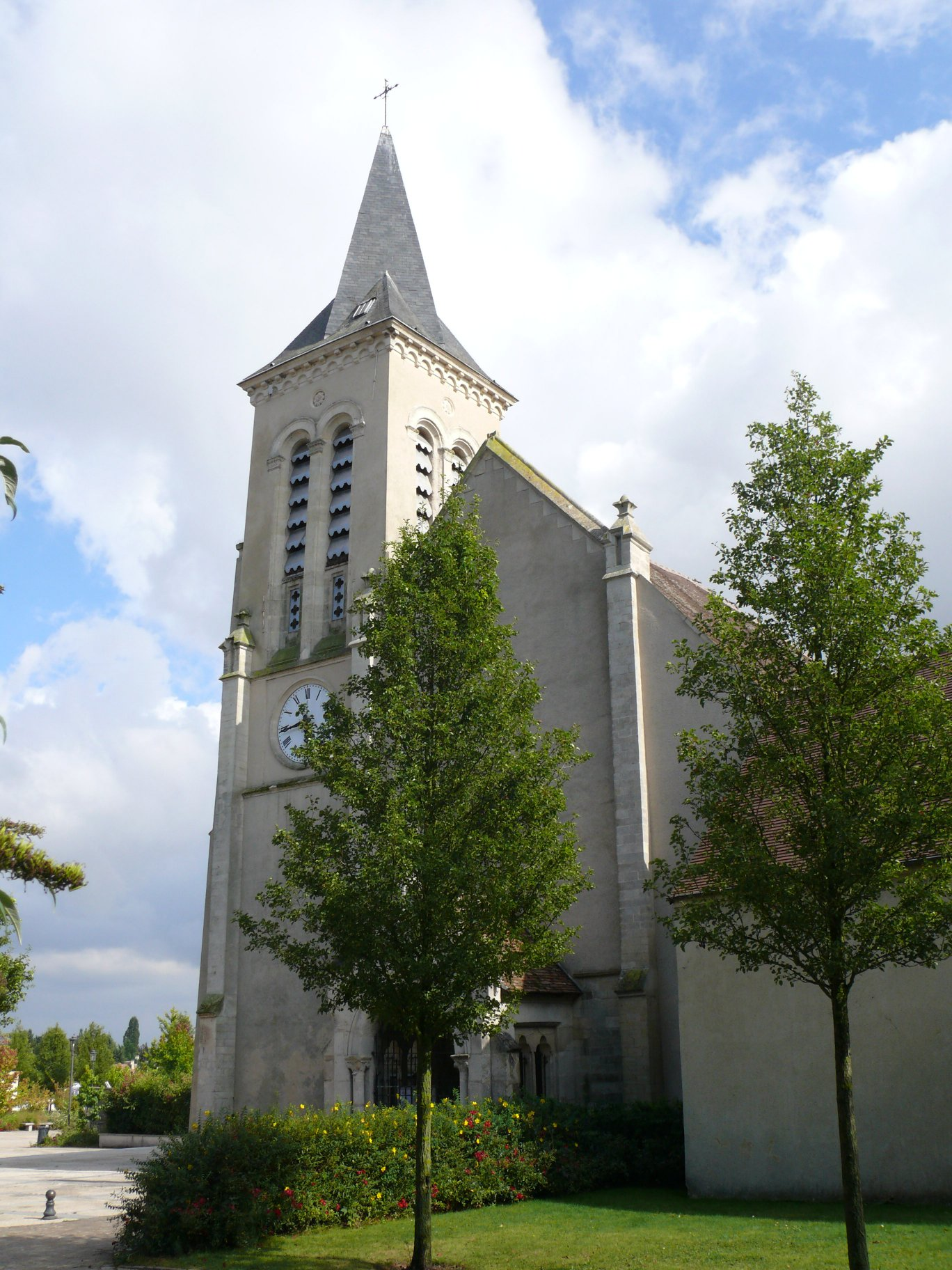
La façade
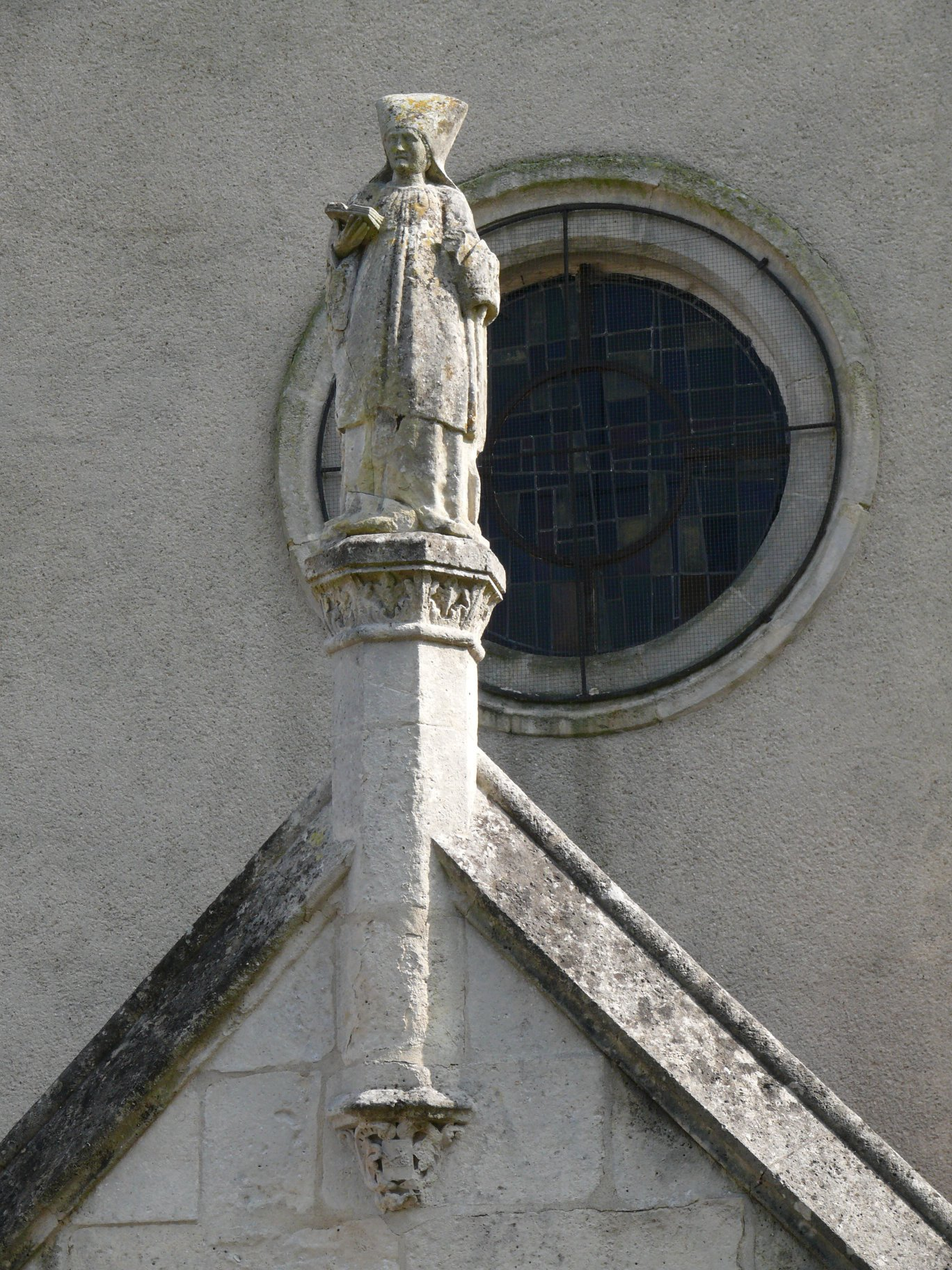
Statue